# Carcastillo
Carcastillo (em castelhano) ou Zarrakaztelu (em basco) é um município da Espanha na província e comunidade autónoma de Navarra. Tem 97,00 km² de área e em 2021 tinha 2 487 habitantes (densidade: 25,6 hab./km²).

## Demografia
| Variação demográfica do município entre 1991 e 2004 | Variação demográfica do município entre 1991 e 2004 | Variação demográfica do município entre 1991 e 2004 | Variação demográfica do município entre 1991 e 2004 |
| --------------------------------------------------- | --------------------------------------------------- | --------------------------------------------------- | --------------------------------------------------- |
| 1991                                                | 1996                                                | 2001                                                | 2004                                                |
| 2572                                                | 2670                                                | 2631                                                | 2675                                                |